# Brug 108
Brug 108 is een vaste brug in Amsterdam Oud-West. De brug is gelegen in de De Clercqstraat en overspant de Da Costagracht.

## Geschiedenis
Een eerste brug werd hier aanbesteed in juni 1895. Het ging om een prijsopgave voor 100 ton ijzer voor balkijzers en buckelplaten. Het wilde niet echt vlotten, want pas een jaar later werd begonnen met de voorbereidende werkzaamheden voor een brug. Het traject liep gelijk met het bouwen van de Niek Engelschmanbrug (Westermarkt-Keizersgracht). Het werk werd opgehouden door het leggen van tramrails en een strenge winter (vorstverlet). Tijdens de aanleg maakte de gemeente gebruik van een noodbrug, die echter om de definitieve brug te kunnen voltooien gesloopt moest worden. In juni 1896 was de brug in zoverre klaar dat alleen nog de balustrades geplaatst moesten worden.
In 1926 was de brug al aan verbreding toe. Daartoe werd een beroep gedaan op de Dienst der Publieke Werken. Piet Kramer was daar toen de bruggenarchitect, hij had zeker invloed op het ontwerp, maar het werd een dienstontwerp, het wordt vermeld als “van het bureau van”. Kramers hand is wel te herkennen aan de stijl van de brugpijler met daarop een granieten kolom. Ook de balustrades van siersmeedijzer wijzen op Kramers hand. De nieuwe brug zou in het najaar van 1927 klaar zijn. Sindsdien ging de brug behoudens klein onderhoud zoals het verwijderen van de oude tramrails en het leggen van nieuwe voor langere tijd ongewijzigd voor het leven. De brug werd aan de relingen voorzien van bankjes en bloembakken.
Sinds 1902 rijdt er een gemeentelijke tramlijn over deze verkeersbrug, van 1904-1957 reed de smalsporige Tramlijn Amsterdam - Zandvoort (met van 1913-1954 ook de lokaaldienst naar Sloterdijk) over de brug waar drierailig spoor lag. In 2017 zijn dat de tramlijnen 13 en 14 welke op 22 juli 2018 is vervangen door tramlijn 19.

## 21e eeuw

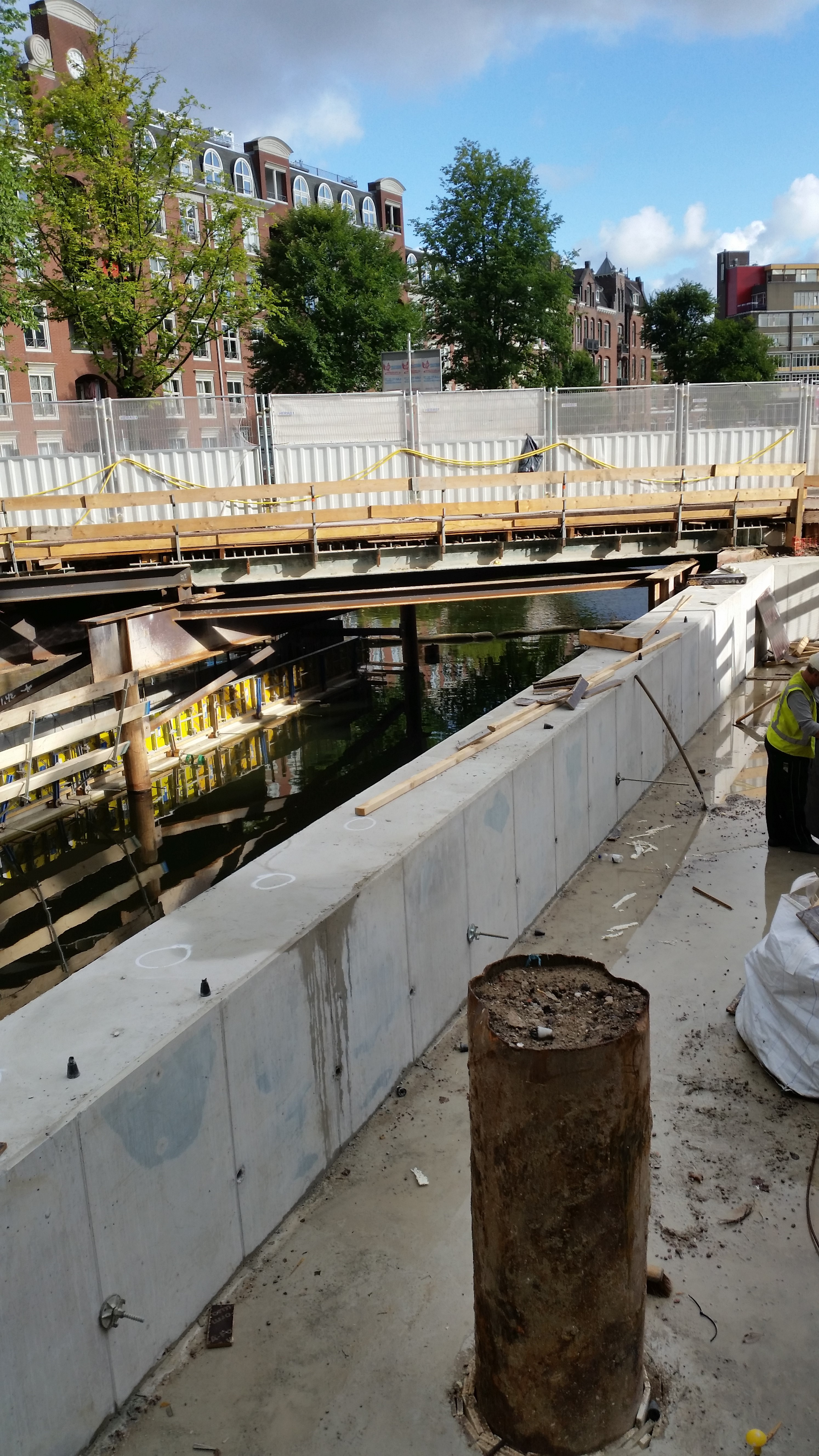
Werkzaamheden aan nieuwe landhoofden, achtergrond voetpad op oud gedeelte (augustus 2018)

Bij een inspectie van de brug in september 2017 bleken de houten funderingspalen van de negentig jaar oude brug te zijn verrot door bacteriële aantasting. De brug voldeed daardoor niet meer aan de veiligheidseisen en was niet meer sterk genoeg om zwaar verkeer zoals trams en vrachtverkeer verantwoord te dragen. Van 8 september tot eind februari 2018 was de brug afgesloten voor trams en motorvoertuigen zwaarder dan 3,5 ton. Het overige verkeer mocht tijdens de herstelwerkzaamheden wel over de brug. De tramlijnen 13 en 14 (sinds 22 juli tramlijn 19) werden tijdelijk omgeleid via de Marnixstraat, Elandsgracht, Kinkerstraat en Bilderdijkstraat. Aansluitend onderzoek leverde op dat de houten funderingspalen door bacteriën waren aangetast en dat het noodzakelijk bleek de brug (fundering, landhoofden en middenpijler) vanaf eind februari gedurende de rest van 2018 bijna in haar geheel te vervangen. De werkzaamheden zouden ongeveer zeven maanden in beslag nemen waarbij de brug voor al het verkeer was gesloten, ook de tramrails en bovenleiding werden vervangen. De zijkanten van de brug met het voetpad bevonden zich echter nog in goede staat en behoefden niet te worden vervangen waardoor de voetgangers ook tijdens de renovatie van de brug gebruik konden blijven maken waarbij er door stadswachten werd gehandhaafd. Nadat in september 2018 het brugdek gereed kwam werden in oktober de nieuw tramrails gelegd en op 3 december 2018 kwam de brug weer beschikbaar voor het verkeer. Hiermee is de renovatie nog niet ten einde; in het kader van de in 2021 geplande aanpak van alle bruggen in de Oranje Loper zullen verdere werkzaamheden aan de brug verricht worden.
In 2023 bleek het middenstuk dat vijf jaar geleden werd vervangen niet zo sterk is als gedacht. Om de brug voor de lange termijn veilig te houden moet de brug worden aangepast. Het verkeer kan er vooralsnog wel in beide richtingen gebruik van blijven maken. De fiets- en voetpaden aan de zijkanten van de brug worden in 2023 aangepast. Wanneer de werkzaamheden aan de bruggen in de Rode Loper de brug vanuit het centrum naderde, kwam men tot de conclusie dat het middendeel dermate zwak is dat er weer grote werkzaamheden nodig zijn om dat de herstellen of vernieuwen. De brug zal daardoor (geschat in 2025) beginnend in 2026 vermoedelijk 15 maanden buitendienst zijn, tot groot verdriet van de ondernemingen rondom deze drukke plek.
<<< · 100 · 101 · 102 · 103 ·  105 · 106 · 107 · 108 · 109 ·  110 · 111 · 112 · 113 · 114 · 115 · 116 · 117 · 118 · 119 · 120 · 121 · 122 · 123 · 124 · 125 · 126 · 127 · 128 · 129 · 130 · 131 · 132 · 135 · 136 · 137 · 138 · 139 · 140 · 141 · 142 · 143 · 144 · 145 · 146 · 147 · 148 · 149 ·  150 · 151 · 152 · 155 · 156 · 159 · 160 · 161 · 162 · 163 · 164 · 165 · 166 · 167 · 168 · 169 ·  170 · 171 · 172 · 173 · 174 · 175 · 176 · 177 · 178 · 179 · 180 · 181 · 182 · 183 · 184 · 185 · 186 · 187 · 189 · 190 · 191 · 192 · 193 · 194 · 195 · 196 · 198 · 199 · >>>
Brugnummers 104, 133, 134, 153, 154, 157, 158, 188 en 197 zijn niet (meer) in gebruik.